# 노바렉스
노바렉스(Novarex Co. Ltd..)는 대한민국의 건강기능식품 전문 기업이다. 본사는 충청북도 청주시 흥덕구 오송읍 오송생명14로 80에 위치해 있으며 대표이사는 권석형이다

## 상장
2018년 11월 14일에 공모가 19,000원에 상장하였다. 